# Agrios und Oreios
Agrios (altgriechisch Ἄγριος Ágrios) und sein Bruder Oreios (Ὄρειος Óreios) sind Gestalten der griechischen Mythologie, zwei Riesen, halb Bär, halb Mensch, Söhne der Polyphonte mit einem Bären, zu dem sie durch Aphrodites Rache in Liebe entbrannt worden war.
Beide Brüder waren ungeheuer groß und stark, völlig respektlos gegenüber den Göttern und Menschen, und wenn sie einem Fremden begegneten, dann lockten sie ihn zu sich nach Hause und fraßen ihn auf. Zeus, ihnen gegenüber voll des Hasses, wollte sie darob bestrafen und entsandte Hermes mit der Vollmacht, das Strafmaß nach eigenem Ermessen festzusetzen.
Dieser wollte ihnen die Hände und Füße abschlagen, Ares intervenierte jedoch, da die zu Bestrafenden von seinem eigenen Geschlecht abstammten. Mit Hermes’ Hilfe verwandelte er die beiden in Raubvögel, Agrios speziell in einen Geier, dem von ihnen unstillbare Gier nach menschlichem Blut und Fleisch eingeflößt wurde.